# Kurarua delicata
Kurarua delicata là một loài bọ cánh cứng trong họ Cerambycidae.